# ブラジル発ラジオ深夜便
ブラジル発ラジオ深夜便（ブラジルはつ・ラジオしんやびん）は2011年5月17日・5月18日深夜23:20-翌朝5:00まで、NHKラジオ第1放送、NHK-FM放送（翌日未明1:00以後のみ）、NHKワールド・ラジオ日本にて放送されたラジオ深夜便の特別企画である。

## 概要
ラジオ深夜便が1990年（仮定時放送は1991年・定時放送は1992年）から開始されて21年。番組ではこれまでも午前0時台に海外情報のコーナー「ワールドネットワーク」を放送したり、NHK海外向け国際放送で一部同時放送するなど、世界への情報発信を続けてきた。
この番組は開始から22年が経過した当番組として史上初となる全編海外発として、日系人移民が多く在住するブラジル・サンパウロを舞台に、現地スタジオと東京を結んで日系人移民が渡航して100年以上が経過し、今日も日本とのつながりが深いブラジルの現状や日本人・日系人社会についてのインタビュー、また現地在住日系人を招いてのリクエスト大会などで展開した。

## アンカー
- 明石勇

## 放送内容

### 5月17日
- 23時台　サンパウロ点描 レポーター・渡辺ラウラ
- 0時台　インタビュー 「日伯の文化の架け橋でありたい」 ジョー高橋（国際文化交流基金特別顧問）
- 1時台　インタビュー 「移民1世の暮らし～苦労と喜び～」 海谷英雄（トメアス文化協会理事）
- 2時台　ロマンチックコンサート サンバ音楽特集
- 3時台　にっぽんの歌こころの歌 サンパウロ市民参加・日本の歌リクエスト大会
- 4時台　明日へのことば「ブラジル人から見た日本人の気質」 セルジオ越後（サッカー評論家）

### 5月18日
- 23時台　サンパウロ点描 レポーター・渡辺ラウラ
- 0時台　インタビュー 「祖国への思い」 中瀬洋子（JICA元シニアスタッフ）
- 1時台　インタビュー 「ブラジルのビジネスに見る日本人」 青木智枝子（現地ホテルチェーン店CEO）
- 2時台　ロマンチックコンサート ボサノバ音楽特集
- 3時台　にっぽんの歌こころの歌 サンパウロ市民参加・日本の歌リクエスト大会
- 4時台　明日へのことば 「環境交流・日本とブラジル」 小池洋一 （立命館大学教授）